# Troy Sanders
Troy Jayson Sanders (ur. 8 września 1973) – basista i wokalista amerykańskiego zespołu sludge metalowego Mastodon z Atlanty. Jego szorstki głos i niskie growle wykazują podobieństwo do stylu śpiewania Dave'a Edwardsona z Neurosis oraz Kinga Buzzo z Melvins. Styl gry na gitarze basowej inspirowany jest według Sandersa twórczością Cliffa Burtona, Gene'a Simmonsa i Phila Lynotta z Thin Lizzy.
Troy Sanders zaczął grać na basie mając ok. 14 lat. Z początku używał instrumentu swojego brata Kyle'a, mimo że struny założone były dla leworęcznej osoby, podczas gdy Troy jest praworęczny. Po kilku miesiącach zdołał przekonać swojego ojca, by ten kupił mu nowy bas.
Muzyk ten używa gitar basowych Fendera (modele Deluxe Precision Bass i Deluxe Jazz Bass), Warwick Streamer Stage II oraz Yamaha BB2004. Wzmacniacze, z których korzysta basista Mastodona, zostały wyprodukowane przez firmy Mesa Boogie oraz Ampeg.
Od 2012 roku wraz z wokalistą Gregiem  Puciato, gitarzystą Maxem Cavalerą i perkusistą Benem Kollerem występuje w supergrupie Killer Be Killed. Od 2016 roku współtworzy zespół Gone Is Gone, który utworzył wraz z perkusistą Tonym Hajjarem, także członkiem At the Drive-In, gitarzystą Troyem Van Leeuwenem członkiem Queens of the Stone Age oraz multiinstrumentalistą Mikiem Zarinem.

## Dyskografia
- Dozer - Through the Eyes of Heathens (2005, gościnnie)[6]
- Metal Allegiance - Metal Allegiance (2015, gościnnie)[7]